# Ligier JS31
A Ligier JS31 egy Formula–1-es versenyautó, amellyel a Ligier csapat versenyzett az 1988-as Formula–1 világbajnokságban. Pilótái René Arnoux és Stefan Johansson voltak.

## Áttekintés
A zűrzavaros és eredménytelen 1987-es idényt követően átalakulások kezdődtek a csapat háza táján. Azt már tudni lehetett, hogy a turbómotorokat az 1988-as idény végével betiltják, ezért a Ligier, sok más csapathoz hasonlóan, már inkább ebben az idényben szívómotorra váltott, jelesül a Judd CV jelű erőforrásaira. Új autót is építettek, amellyel azonban fundamentális problémák voltak. A lapos kasztni méretes első és hátsó szárnyakat kapott, amely azonban képtelen volt elég leszorítóerőt termelni. Az optimális súlyeloszlás érdekében az extrém lapos kasztniban négy részre osztották az üzemanyagtartályt. Arnoux mellé is éppen azért érkezett a svéd Johansson, mert az eredetileg kiszemelt Christian Danner nem fért el az autóban. Versenyben volt még az ülésért Philippe Streiff, Olivier Grouillard, Paolo Barilla és Michel Ferté is.
A félretervezett autót nagyon nehéz volt vezetni, és ez meg is látszott az eredményeken. Johansson, aki az elmúlt években rendszeresen állt dobogóra is, most hat alkalommal kvalifikálni sem tudott a futamra, és arra panaszkodott, hogy olyan vezetni az autót, mintha folyamatosan nedves aszfalton menne vele. Kleincedik helynél jobbat pedig egész évben nem ért el, egyszer azt is úgy, hogy a szezonzáró ausztrál nagydíjon kiesett a futam vége előtt hat körrel, de rangsorolták. Arnoux, bár csak két alkalommal volt számára sikertelen a kvalifikáció, csak a tizedik helyig jutott. Imolában megesett velük az is, ami még soha, hogy egyik autójuk sem jutott el a rajtrácsra. A mélypont a hazai pályán, a Paul Ricard versenypályán rendezett francia nagydíjon érte el őket, ahol szintén csomagolhattak már szombaton, ráadásul éppen Arnoux 40. születésnapjának előestéjén.
1983 óta ez volt a legrosszabb idényük, pontot egyáltalán nem szereztek, gyakran a versenyképtelenségtől szenvedő EuroBrun csapattal tudtak csak csatázni, és velük szemben is alulmaradtak. 

## Eredmények
(félkövérrel jelölve a pole pozíció; dőlt betűvel a leggyorsabb kör)
| Év   | Csapat      | Motor   | Pilóták          | 1   | 2   | 3   | 4   | 5   | 6   | 7   | 8   | 9   | 10  | 11  | 12  | 13  | 14  | 15  | 16  | Pontok | Helyezés |
| ---- | ----------- | ------- | ---------------- | --- | --- | --- | --- | --- | --- | --- | --- | --- | --- | --- | --- | --- | --- | --- | --- | ------ | -------- |
| 1988 | Ligier Loto | Judd CV |                  | BRA | SMR | MON | MEX | CAN | DET | FRA | GBR | GER | HUN | BEL | ITA | POR | ESP | JPN | AUS | 0      | -        |
| 1988 | Ligier Loto | Judd CV | René Arnoux      | KI  | NK  | KI  | KI  | KI  | KI  | NK  | 18  | 17  | KI  | KI  | 13  | 10  | KI  | 17  | KI  | 0      | -        |
| 1988 | Ligier Loto | Judd CV | Stefan Johansson | 9   | NK  | KI  | 10  | KI  | KI  | NK  | NK  | NK  | KI  | 11  | NK  | KI  | KI  | NK  | 9   | 0      | -        |

## Forráshivatkozások
1. ↑  Ligier - Models • STATS F1. www.statsf1.com. (Hozzáférés: 2025. március 31.)
2. ↑  Tank battle (brit angol nyelven). Motor Sport Magazine, 2014. július 7. (Hozzáférés: 2025. március 31.)
3. ↑  A Ligier-sztori… (magyar nyelven). Napi F1 sztori, 2020. május 3. (Hozzáférés: 2025. március 31.)